# Parco nazionale Bahuaja-Sonene
Il parco nazionale Bahuaja-Sonene (in spagnolo:Parque Nacional Bahuaja Sonene) è un parco nazionale del Perù, nelle regioni di Madre de Dios e Puno. È stato istituito nel 1996 e occupa una superficie di 537.053,25 ha.